# Mycalesis teba
Mycalesis teba är en fjärilsart som beskrevs av Embrik Strand 1912. Mycalesis teba ingår i släktet Mycalesis och familjen praktfjärilar. Inga underarter finns listade i Catalogue of Life.